# Overgangsdialect
Onder een overgangsdialect wordt in de dialectologie een dialect verstaan dat zowel kenmerken van de ene als kenmerken van de andere dialectgroep heeft. 
Overgangsdialecten ontstaan door vermenging van twee dialecten. Alle dialecten worden door overgangsdialecten omgeven. Derhalve is er bij overgangsdialecten sprake van een dialectcontinuüm: de dialecten gaan geleidelijk in elkaar over.
Verder zijn veel stadsdialecten als een overgangsdialect tussen enerzijds de prestigieuze taal (bv. de standaardtaal) en anderzijds de lokale taal te beschouwen.

## Nederlandse taalgebied
Binnen het Nederlands taalgebied worden traditioneel verschillende grote dialectgroepen onderscheiden. In de dorpen op de grens van deze gebieden worden vaak overgangsdialecten gesproken. Wanneer een dialect bijvoorbeeld zowel kenmerken van Brabants als van Limburgs vertoont, wordt dit beschouwd als een Brabants-Limburgs overgangsdialect.  
Een sprekend voorbeeld van een stads- en overgangsdialect is het Stadsfries. Net als het Bildts en het Stadsfries bevatten de West-Friese dialecten Ingveoonse invloeden en behoren zij tot de Friso-Frankische dialecten.

## Isoglossen
De grens tussen het ene en het andere dialect wordt bepaald op basis van bepaalde kenmerken. Wanneer, hypothetisch, het dialect van dorp A het woord muus kent voor "muis" en dorp B moes, dan loopt tussen deze dorpen de isoglosse muus - moes. Als men in dorp C dan ook nog hoes zegt, terwijl de dorpen A en B huus gebruiken, dan loopt tussen dorp B en C de isoglosse huus - hoes.
Een grotere dialectgroep wordt door meerdere isoglossen begrensd. Voor het Twents en andere Nedersaksische dialecten zijn vormen als hoes en moes bijvoorbeeld typisch. Gesteld dat bovenstaande situatie daadwerkelijk voorkomt, dan zou het dialect van dorp C als echt Twents kunnen worden beoordeeld, dat van dorp A als niet-Twents en dat van dorp B als een overgangsdialect.
Overgangsdialecten bevinden zich dus tussen een aantal bepalende isoglossen in. Een combinatie van isoglossen noemt men een isoglossenbundel en het is precies in een gebied waar zo'n isoglossenbundel op de dialectkaart getekend staat, dat de typische overgangsdialecten voorkomen.

Isoglossenbundel voor klankverschillen op de grens van twee Spaanse dialectzones

## Substraat en superstraat
Bepaalde dialecten die in de eerste plaats als een overgangsdialect worden beschouwd, kunnen later toch als onderdeel van één dialectgroep worden geboekstaafd. De vormen in het dialect die men eerst toeschreef aan de voor overgangsdialecten typische vermenging, worden toch anders geïnterpreteerd. Er zijn twee interpretaties mogelijk:
- De atypische vormen in het dialect zijn niet oorspronkelijk; ze zijn leenvormen uit het naburige dialect omdat dat meer prestige heeft (bijvoorbeeld een stad). Het prestigieuze dialect heeft dus invloed op het minder prestigieuze dialect. In dit geval spreekt men van een superstraat.

- De atypische vormen in het dialect zijn overblijfselen uit het verleden. Hoewel de bevolking van het dorp op een (meestal prestigieuzer) dialect is overgegaan, zijn bepaalde elementen uit het oude dialect blijven hangen en oefenen invloed uit op het tegenwoordige. In dit geval spreekt men van een substraat.

Een overgangsdialect valt bij nader onderzoek meestal als een typisch dialect van de ene groep, met zowel een super- als een substraat van een andere groep te beoordelen. Echte "mengdialecten" zijn, althans in ons taalgebied, zeldzaam, en wat door de ene onderzoeker nog als een mengdialect wordt geïnterpreteerd zal voor de andere onderzoeker een dialect met super- of substraat heten.